# Iglesia de San Gili de Móra
Sant Gili de Móra es una antigua  iglesia románica casi totalmente desaparecida del término antiguo de Benavent Benavent de Tremp, y del actual de Isona y Conca Dellá.
Se conservan pocos restos, pero se puede ver los arranques de las paredes, que permiten adivinar el trazado de los muros y su adscripción a la época de vigencia del románico.
De una sola nave, se trata de una obra muy sencilla del románico rural primitivo. El aparato es muy rústico, con sillares algo trabajados en las esquinas y piedras poco trabajadas en el resto. No hay trazas, por ahora, del ábside ni ningún detalle ornamental. De todos modos, los fragmentos de muro más conservados no llegan al metro de altura.
Era una capilla donde se celebraban reuniones y romerías, que acudían desde Benavent de la Conca como desde Biscarri.
Su antigüedad está suficientemente documentada: en 1079 aparece en las afrontaciones de Biscarri:... en meridie en plazos de castrum Benavente vel in quallum Sancti Egidio ... (San Egidio es la forma latina de San Gili).